# Estrella doji baixista
Una Estrella doji baixista (en anglès: Bearish Doji Star) és un patró d'espelmes japoneses format per dues espelmes que indica un possible final, per esgotament dels bulls, i canvi de tendència alcista; rep aquesta denominació perquè l'espelma doji representaria una estrella dalt del cel. És el pas previ a la formació de l'estel vespertí doji baixista.

## Criteri de reconeixement
1. La tendència prèvia és alcista.
2. Es forma una 1a gran espelma blanca amb tancament proper al high.
3. L'endemà els preus obren amb gap alcista
4. Es forma al capdament una 2a espelma, un petit doji, que té unes ombres inferior i superior petites

## Explicació
L'estrella doji baixista té implicacions baixistes perquè després d'una tendència alcista el mercat ha obert amb un gap a l'alça, però els bulls ja no tenen força per continuar pujant. En aquest context els bears poden agafar el relleu l'endemà i iniciar un forta baixada.

## Factors importants
Per si sol el doji ja indica indecisió, i cal estar atents a la següent espelma. Es recomana esperar a la confirmació l'endemà en forma de trencament de tendència, una espelma negra amb tancament inferior, que formaria una estel vespertí doji baixista, o un gap baixita i una espelma negra que formaria un nadó abandonat baixista.